# Schulhort
Ein Schulhort, Kinderhort oder einfach nur Hort ist in fast allen deutschen Bundesländern eine sozialpädagogische Einrichtung der Kinder- und Jugendhilfe. Er dient der Kindertagesbetreuung von Grundschülern und wird meist bis zur vierten Klasse besucht.

## Situation in Deutschland

### Allgemein
Der Bedarf an Hortplätzen hängt stark davon ab, ob es Ganztagsschulen gibt und welches Angebot von diesen abgedeckt wird. Für die Gewährung von Ansprüchen und die Finanzierung der Plätze sind in den meisten Bundesländern Deutschlands die örtlichen Jugendämter zuständig. Die Personensorgeberechtigten (Eltern) zahlen in der Regel Elternbeiträge für die Hortbetreuung.
Die Entwicklung und Verbreitung des Hortes ist bundeslandspezifisch. Generell lassen sich drei Ausbaumodelle erkennen: Erstens gibt es Bundesländer, die den Hort abgeschafft und flächendeckend Ganztagsschulen eingeführt haben (z. B. in Nordrhein-Westfalen, Hamburg). Zweitens existieren mehrere westdeutsche Flächenländer, in denen sowohl Ganztagsschulen wie auch Horte ausgebaut werden (Bayern, Baden-Württemberg, Niedersachsen, Rheinland-Pfalz, Saarland, Schleswig-Holstein). Und drittens bilden die ostdeutschen Flächenländer (Mecklenburg-Vorpommern, Brandenburg, Sachsen, Sachsen-Anhalt) mit ihrer Horttradition und der politisch gewollten Verzahnung des Jugendhilfeangebotes Hort mit der Grundschule zu einem Ganztagsangebot dazu einen Kontrast. Lediglich in Thüringen sind Horte grundsätzlich dem Schulwesen zugeordnet.
Laut Statistischem Bundesamt nutzten im März 2020 494.854 Schulkinder im Alter von 5 bis 11 Jahren einen Hort.

### Rechtliche Grundlagen
Horte sind Einrichtungen der Kinder- und Jugendhilfe und haben (wie der Kindergarten oder die Kinderkrippe) einen Erziehungs-, Bildungs- und Betreuungsauftrag (§ 22 Abs. 3 SGB VIII). Ansprüche auf Hortbetreuung ergeben sich aus § 24 Abs. 4 SGB VIII, wobei das Angebot bedarfsgerecht ausgebaut sein soll. Das Landesrecht sichert in einzelnen Bundesländern bereits einen Rechtsanspruch auf einen Hortplatz zu (bspw. Brandenburg). Die Einführung eines bundesweit geltenden Rechtsanspruchs für Grundschulkinder auf eine Förderung in einer Tageseinrichtung im Umfang von acht Stunden täglich bei einer jährlichen Schließzeit von maximal vier Wochen wurde durch das Ganztagsförderungsgesetz (GaFöG) rechtlich normiert. Erstmals besteht der Rechtsanspruch für die Einschulung zum Schuljahr 2026/2027 und gilt dann zunächst für Grundschulkinder der Jahrgangsstufe eins und wird in den Folgejahren um je eine weitere Klassenstufe ausgeweitet. Damit wird zum Schuljahresbeginn 2029/2030 jedes Grundschulkind einen Anspruch auf ganztägige Betreuung haben. Der Rechtsanspruch kann grundsätzlich durch Kindertageseinrichtungen bzw. Horte in freier oder öffentlicher Trägerschaft oder offene sowie gebundene Ganztagsschulmodelle abgedeckt werden.

### Pädagogisches Personal
Das Personal des Hortes besteht überwiegend aus staatlich anerkannten Erziehern und Erzieherinnen, da es keine spezialisierte Ausbildung für Hortnerinnen/Hortner gibt. Der Betreuungsschlüssel ist je nach Bundesland verschieden. In Sachsen beträgt er beispielsweise 0,9 pädagogische Fachkraft pro 20 Kinder.

### Angebot
Der Hort öffnet je nach Bedarf schon vor Schulbeginn (Frühhort) und bietet den Kindern auch Gelegenheit zum Frühstücken. Er wird zentral nach Ende des Schulunterrichtes angeboten und von den Kindern meist bis 16:00 Uhr besucht, zum Teil auch länger (Späthort). Sowohl der Betreuungsumfang als auch die Betreuungszeiten sind regional höchst unterschiedlich. Vor allem in den östlichen Bundesländern haben viele Horte auch über die Schulferien geöffnet und bieten spezielle Ferienprogramme mit angepassten Öffnungszeiten an. Horte können innerhalb des Schulgebäudes, in Kindertagesstätten oder in eigenen Horthäusern betrieben werden.

## Schulhort in der DDR

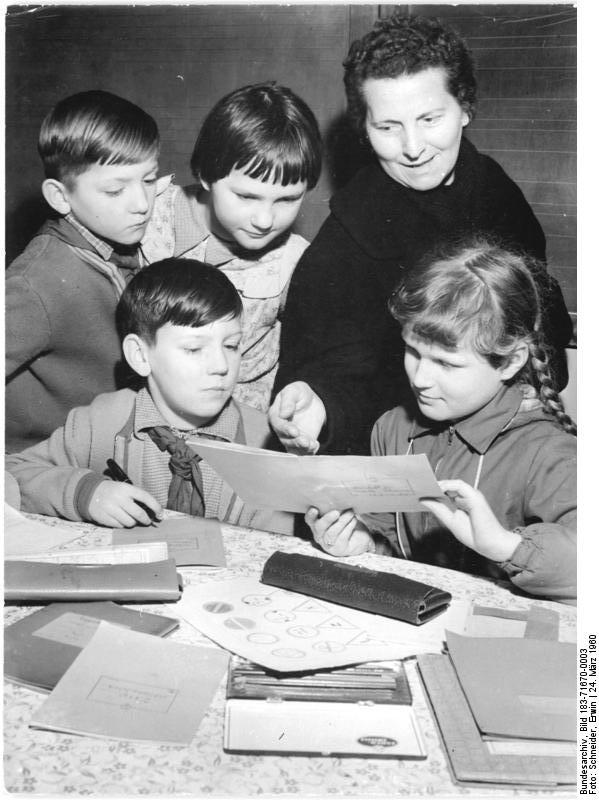
Hausaufgabenbetreuung im Hort, 1960

In der DDR gehörte der Schulhort im Rahmen der Tageserziehung fest zum Schulkonzept und war Bestandteil des Bildungswesens. Er hatte eine Betreuungs- und Bildungsfunktion und damit auch eine ideologische Funktion. Im Jahr 1989 waren 81 % der Schüler der Klassenstufen eins bis vier im Schulhort angemeldet. In der Mittagspause oder nach dem Ende des Unterrichts gingen die Unterstufenklassen zum Mittagessen. Schulküchen und Speiseräume waren an allen Schulen seit den 1950er Jahren vorhanden.
Anschließend stand für Schüler der ersten Klasse der verpflichtende Mittagsschlaf an. Sie mussten wenigstens ruhen, wenn sie nicht schlafen konnten oder wollten.  Eine längere Mittagsruhe sah die DDR-Pädagogik als unabdingbar an, um den Kindern einen regelmäßigen, geordneten Tagesablauf in einem stabilen Umfeld zu bieten, damit sie in der als organisierte Freizeit bezeichneten Nachmittagsbetreuung wieder aktiv, leistungsfähig, konzentrationsfähig und ausgewogen waren. Der Mittagsschlaf im Kindergarten und der Unterstufe war deswegen auch Gegenstand ausgiebiger pädagogischer Untersuchungen. Nach dem Mittagsschlaf und der Hygiene nach dem Aufstehen folgte die Vesper. Das war eine gemeinschaftliche kleine Mahlzeit für alle Kinder einer Hortgruppe, bei der Gebäck und Tee bzw. Kakao gereicht wurden.
Anschließend waren sämtliche erteilten Hausaufgaben des Schultags zu erledigen. Es wurde gesteigerter Wert auf die gediegenen Grundfertigkeiten Disziplin, Ordnung, Sauberkeit, Strebsamkeit, Beharrlichkeit und Fleiß gelegt; die Kinder hatten ruhig, konzentriert und mit Mindestanforderungen an die äußere Form zu arbeiten. Hatte ein Kind die Aufgaben gelöst, legte es die Ergebnisse dem für die Hortgruppe verantwortlichen Erzieher vor. Der Erzieher unterschrieb zum Zeichen des Einverständnisses oder wies gegebenenfalls auf Fehler oder Unzulänglichkeiten in der Form hin. Mit der Unterschrift unter die Hausaufgabe konnte das Kind den Arbeitsbereich verlassen und bis zum Ende seiner Hortzeit frei spielen. Die Verweigerung der Unterschrift bedeutete für das Schulkind die Verpflichtung zur Nachbesserung, bis das gewünschte Ergebnis erreicht wurde.
Die Erzieher, die ebenfalls ein Fachschulstudium an den Instituten für Lehrerbildung bzw. den Pädagogischen Instituten absolviert hatten und nach ihrer Ausbildung Lehrer für ein Fach der Unterstufe waren, besprachen oft auch auftretende Probleme aus den Bereichen Lernen, Leistung und Verhalten mit den Kindern. Sie arbeiteten eng mit den Lehrern und dem Klassenlehrer zusammen. Die Leistungsbeurteilung war allerdings ausschließlich Aufgabe der Lehrer.

## Situation in anderen Ländern

### Vereinigte Staaten
In den USA sind zwar Ganztagsschulen üblich, doch ergeben sich auch dort am Morgen und am Nachmittag für viele Familien Betreuungslücken. Viele Grundschulen des öffentlichen Schulsystems stellen darum ihre Räumlichkeiten außerhalb der Unterrichtszeiten unabhängigen Trägern zur Verfügung, die dort ein für die Familien kostenpflichtiges Betreuungsprogramm (after-school childcare) anbieten.